# Niñas mal – Vad angyalok
A Niñas mal – Vad angyalok (eredeti cím: Niñas mal) kolumbiai–mexikói–amerikai televíziós filmsorozat, amelyet a Sony Pictures Television készített. A sorozatot Magyarországon a Super TV2 adta.

## Ismertető
A történet főszereplői egy lánybanda tagjai, akiknek nem mindennapi története elevenedik meg a sorozatban.

## Szereplők
- Adela Huerta Alba – Fiatal lány, aki a fő demonstráló és Huerta szenátor lánya.
- Nina Sandoval Burgos – Fiatal lány, aki elkényeztetett és egy reklámfilm forgatásán próbál helytállni.
- Greta Domeneschi Wurtz – Fiatal lány, aki a barátnői unszolása ellenére is ragaszkodik, hogy megőrizze a tisztaságát.
- Pía Montoya Cárdenas – Fiatal lány, aki még a lánybanda egyik tagja.
- Marisa Ornelas de la Torre – Fiatal lány, aki még a lánybanda egyik tagja.
- Kike – Greta barátja, aki nem éppen a hűség mintaképe.

## Magyar hangok
- ? – Adela
- ? – Nina
- ? – Greta
- ? – Pía
- ? – Marisa
- ? – Kike